# Distretto di Cristo Nos Valga
Il distretto di Cristo Nos Valga è uno dei sei distretti della provincia di Sechura, in Perù. Si trova nella regione di Piura e si estende su una superficie di 234,37 chilometri quadrati.
Istituito il 19 febbraio 1965, ha per capitale la città di San Cristo.